# フロマージュ・ブラン

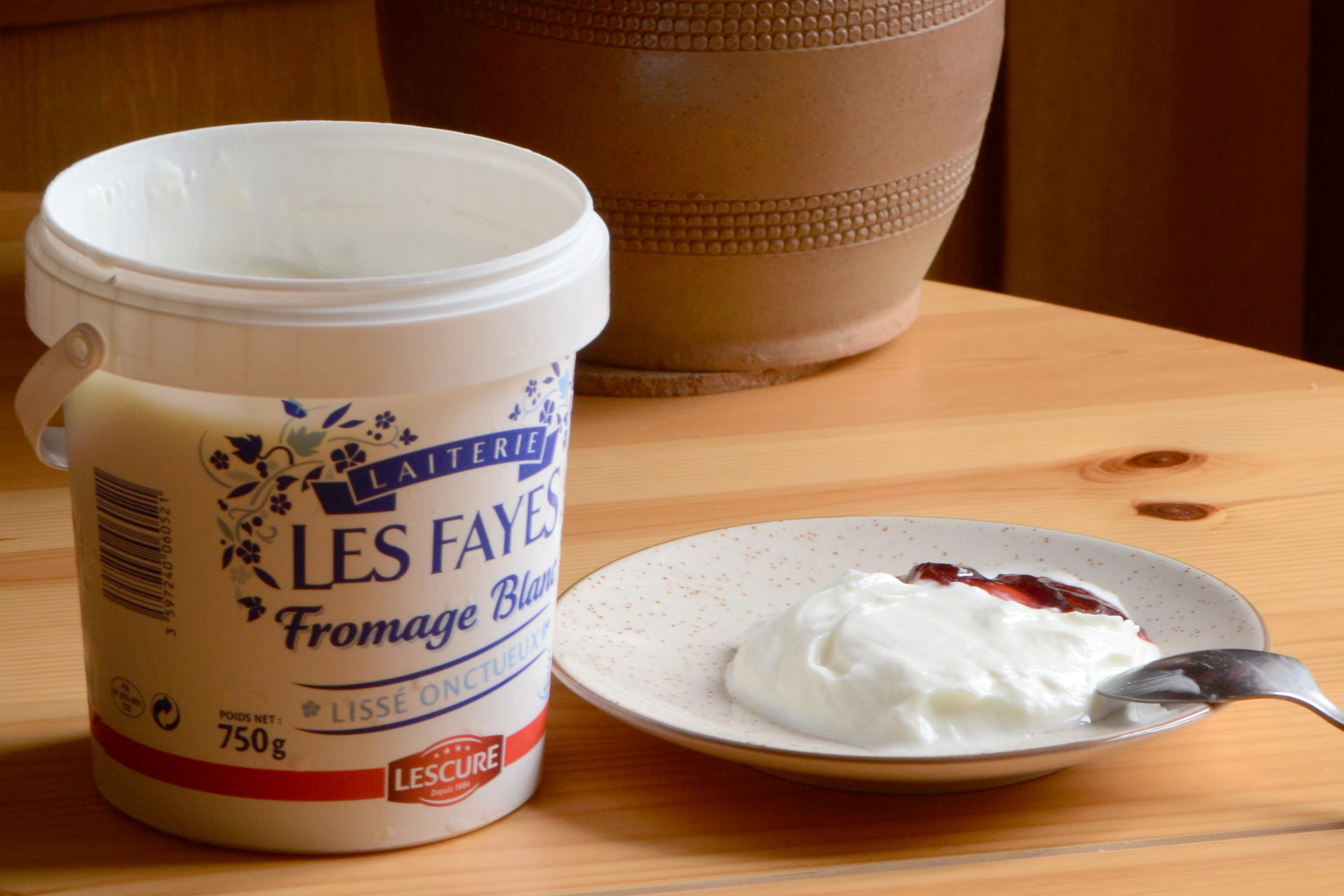

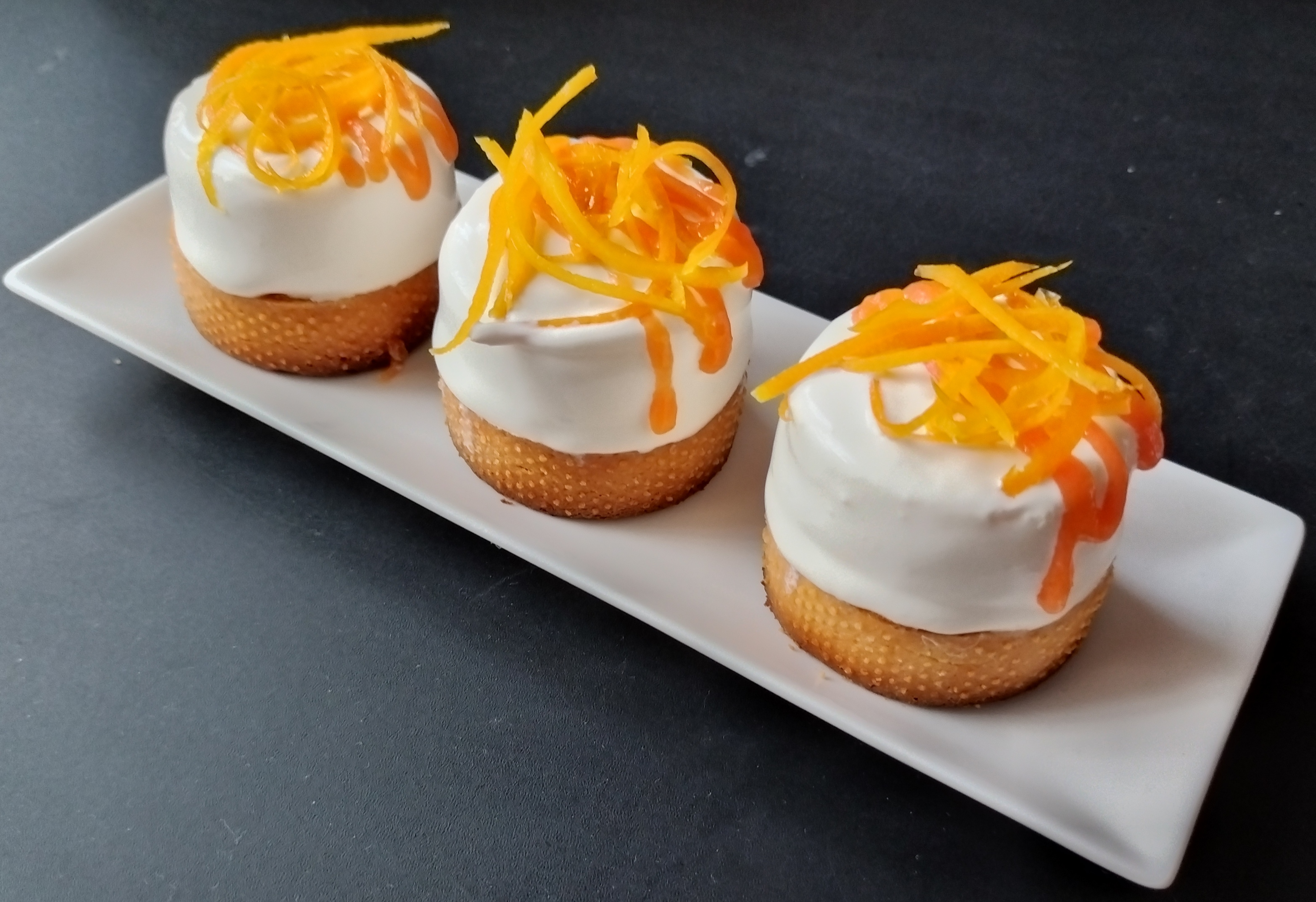
フロマージュブランを使用し、作られたレアチーズケーキ

フロマージュ・ブラン（フランス語: Fromage blanc）は、北フランスから南ベルギーが原産のフレッシュチーズである。名前はフランス語で「白いチーズ」を意味する。フランスの法律によると、フロマージュ・フレ（Fromage frais）はフロマージュ・ブランとは異なる。原料は牛乳。
フロマージュ・フレという呼称は、乳酸発酵を経た非熟成チーズに用いる。フレッシュチーズとして販売される発酵した白いチーズは、消費者に販売される時点で生きたフローラを含む必要がある。
そのため、フロマージュ・ブランでは発酵が止まっているのに対して、前者は販売時点で生きた微生物を含んでいる必要がある。
フロマージュ・フレはクリーミーなソフトタイプのチーズで、全乳またはスキムミルクとクリームから作られる。クワルクと似ている。
固さはクリームチーズ程度であるが、脂肪が少ない。純粋なフロマージュ・ブランは事実上無脂肪だが、風味を良くするためにしばしばクリームが加えられるため脂肪の量が増え、しばしば総重量の8%にも達する。
フロマージュ・ブランは、しばしば果物を加えて、ヨーグルトと同様にデザートとして食べられる。西洋の多くの国では、ヨーグルトと一緒にスーパーマーケットで売られている。
羊の乳を材料に、フロマージュ・ブランと同様の製法で作ったフレッシュチーズをフェッセルと呼ぶ。